# Francisco Moreyra y Matute
Francisco Moreyra y Matute (Lima, 22 de julio de 1768-ib. 23 de diciembre de 1848) fue un político peruano. Durante la época virreinal fue regidor perpetuo y alcalde ordinario de Lima (1815-1816). Instalada la República, fue miembro de la Sociedad Patriótica y consejero de Estado (1835). Llegó a ocupar presidencia del Consejo de Estado durante el gobierno de Felipe Santiago Salaverry y en tal calidad ocupó la vicepresidencia de la República (1836).

## Biografía
Hijo de José Moreyra Bermúdez y María Mauricia Matute Melgarejo. Durante la época virreinal fue fiel de la Casa de Moneda de Lima (1791-1811); vocal de la Junta Central de Conservación y Propagación del Fluido Vacuno (1807-1811); capitán del Regimiento de la Concordia (1812); teniente coronel de caballería (1813); regidor perpetuo (1814) y alcalde ordinario de Lima de segundo voto (1815-1816); juez privativo de aguas de Lima y sus valles; diputado por Lima y juez de la diputación provincial (1814 y 1820); contador mayor honorario del Real Tribunal de Cuentas (1815).
Durante la emancipación, simpatizó con la causa independentista y las ideas liberales en general. Fue subscriptor del bisemanario Mercurio Peruano (1791-1794) y firmante del Acta de Independencia del Perú, aprobada el 15 de julio de 1821 por los vecinos de Lima reunidos en cabildo abierto. Una vez instaurada la República, se incorporó a la Sociedad Patriótica, en donde fue miembro de la Segunda Sección, encargada de estudiar las aplicaciones de la ciencia en la vida nacional (1822).
Durante la dictadura de Simón Bolívar fue involucrado en el asesinato de Bernardo Monteagudo, ocurrido en Lima el 28 de enero de 1825. Ello debido a que el autor del crimen, el negro Candelario Espinoza, tuvo como cómplice al zambo Ramón Moreyra, que estaba a su servicio como cocinero. Este, bajo tortura, declaró que su patrón le había ofrecido mil pesos para que victimara a Monteagudo, y aunque no aportó ninguna prueba, la justicia puso tras las rejas a Francisco Moreyra y Matute, hasta que al cabo de un año lo declaró inocente.
Años después, ya bajo el gobierno de Luis José de Orbegoso, Francisco Moreyra fue nombrado miembro del recién creado Consejo de Estado (1834). Fue ratificado en dicho cargo por el gobierno del general Felipe Santiago Salaverry (1835). Llegó a presidir dicho organismo y en tal calidad llegó a ejercer la vicepresidencia de la República. En el último tramo de su vida fue vocal del Supremo Tribunal de los Siete Jueces.

## Descendencia
Francisco Moreyra y Matute contrajo matrimonio con Mariana Avellafuertes y Querejazu. Dejó numerosa descendencia. Uno de sus hijos fue Francisco Moreyra y Avellafuertes, que fue agente fiscal, vocal y presidente de la Corte Superior de Justicia de Lima, así como ministro del Perú en Quito. Se casó con Amelia Riglos y Díaz de Rábago, y de esa unión nació Francisco Moreyra y Riglos, que fue ministro de Estado y senador de la República. Este a su vez se casó con Luisa Paz Soldán Rouad, unión de la que nacieron Carlos Moreyra y Paz Soldán y Manuel Moreyra y Paz Soldán, entre otros.
Otro de sus hijos, Juan José Moreyra y Avellafuertes, fue uno de los socios fundadores del Club Nacional en 1855.[cita requerida]
Su bisnieto Manuel Moreyra y Paz Soldán donó el valioso archivo de la familia (conocido como la Colección Francisco Moreyra y Matute) al Archivo General de la Nación (1972).